# 非主流經濟學
非主流經濟學（英語：Heterodox economics），又稱異端經濟學、非正統經濟學，是指採取不同於主流經濟學研究方法的經濟學學派的概稱。

## 基本概况
主流經濟學，又稱正統經濟學，是指在英語世界中具備較大影響力的經濟學學派，在各大學中教授。主流經濟學使用新古典經濟學發展出的數學方法與基本定理來進行研究。
在主流經濟學外，還存在著一些不同的經濟學思想與傳統，它們都被統稱為異端經濟學。主流经济学处理“理性-个人主义-均衡关系”，而异端经济学在处理“制度-历史-社会结构关系”时更为“激进”。
异端经济学包括制度经济学、演化经济学、後凱恩斯學派（勿与新凱恩斯學派混淆）、奧地利學派、社會主義經濟學、馬克思主義經濟學、女性主义经济学、無政府主義經濟學、生態經濟學、資源基礎型經濟、社會經濟學等。
一项研究表明，四个关键因素对自称异端经济学家的经济学研究极为重要：历史、自然系统（natural systems）、不确定性和权力。

## 历史演变
自1870年代新古典主义革命之后，许多非正统经济思想流派挑战新古典经济学的主导地位。除了对资本主义的社会主义、马克思主义、无政府主义批评者外，这一时期的异端学派还包括各种形式的重商主义拥护者，例如美国学派，反对新古典方法论者，例如经济历史学派，以及社会信用（Social credit）等非正统货币理论的倡导者。1930年代大萧条之前和期间活跃的其他异端学派包括专家统治和乔治主义。
物理科学家和生物学家是第一批使用能量流来解释社会和经济发展的人。美国物理学家和史密森学会第一书记约瑟夫·亨利评论说“政治经济学的基本原则是人类的体力劳动只能通过……将物质从原始状态转变为人工条件……通过消耗所谓的能量或能量。”
凯恩斯经济学兴起并被主流经济学吸收，似乎比非正统的货币或贸易政策对失业提供了更有效的政策反应，导致对各种异端学派的兴趣下降。
1945年之后，凯恩斯主义和新古典经济学的新古典综合占据了一个明确界定的主流地位，其基础是将该领域划分为微观经济学（通常是新古典主义，但有一个新发展的市场失灵论）和宏观经济学（在货币政策的作用等问题上存在凯恩斯主义观点和货币主义观点）。反对这种综合的奥地利学派和后凯恩斯派成了异端学派。此外，马克思主义经济学和制度经济学仍然活跃，但接受度有限。1962年，后来获得诺贝尔经济学奖的保羅·薩繆爾森写道：“从纯经济理论的观点来看，卡尔·马克思可以算是一个次要的后李嘉图主义者。”
到1980年代，各种形式的异端经济学最引人注目的主题包括：
1. 拒绝方法论个人主义或原子主义个人概念，支持社会嵌入的个人概念；
2. 强调时间是一个不可逆转的历史过程；
3. 根据个人和社会结构之间的相互影响进行推理。

1980年代以来，主流经济学受到许多新研究项目的显着影响，包括行为经济学、复杂性经济学、进化经济学、实验经济学和神经经济学。 一个关键的发展是从理论转向经验驱动的方法，集中关注因果推理问题。 一些异端经济学家，如约翰B戴维斯，提出异端经济学的定义必须适应这个新的、更复杂的现实：“1980年后的非正统经济学是一个复杂的结构，由两种广泛不同的非正统著作组成，每一种内部都存在不同历史起源和方向的许多研究项目。一是大多数人熟悉的传统左派异端邪说，二是自其他科学输入的“新兴异端”。

## 主要流派
- 制度主义政治经济学（Institutionalist political economy）
- 奥地利经济学派[9]
- 二元经济学（Binary economics）
- 熱經濟學
- 佛教经济学
- 复杂性经济学（Complexity economics）
- 分产主义
- 生态经济学
- 演化经济学(部分属于主流经济学)
- 女性主义经济学
- Freiwirtschaft
- 乔治主义
- 禮物經濟
- 生態經濟學
- 人文主义经济学（Humanistic economics）
- 创新经济学（Innovation economics）
- 制度经济学
- 伊斯兰经济学
- 马克思主义经济学
- 互助論 (經濟學理論)：属無政府主義經濟學
- 神經經濟學
- 参与型经济
- 政治经济学
- 后凯恩斯经济学（包括现代货币理论和Circuitism）
- 后稀缺经济学
- 经济学多元主义（Pluralism in economics）
- 資源導向型經濟学
- Real-world economics
- 共享經濟
- 社会主义经济学
- 社会经济学(部分异端)
- 皮耶羅·斯拉法政治经济学
- 专家统治 (Energy Accounting)
- 反社会科学功利主义运动（Mouvement Anti-Utilitariste dans les Sciences Sociales）